# Královská dvojčata
Královská dvojčata (v anglickém originále Pair of Kings) je americký televizní sitcom, který vysílá v USA stanice Disney XD a v Česku Disney Channel. Situační komedie je zaměřena na náctileté publikum.
Seriál se začal natáčet 15. února 2010 s hvězdami Mitchellem Mussoem a Docem Shawem odchodem z Disneyho seriálů Hannah Montana a Sladký život na moři a premiéru měl 10. září 2010 na Disney Channel v USA a 31. března 2012 v Česku.
Seriál je natáčen před živým publikem. Dne 20. listopadu 2010 Disney XD oznámil záměr pokračovat v seriálu druhou řadou, která měla v USA premiéru 13. června 2011. V prosinci 2011 byla ohlášena i třetí řada seriálu, Michtella Mussoa však měl nahradit Adam Hicks, který dříve pro Disneyho pracoval na seriálu Zeke & Luther. Třetí řada měla v USA premiéru 18. června 2012. Dne 3. listopadu 2012 Adam Hicks prostřednictvím svého profilu na sociální síti Twitter oznámil, že společnost Disney XD se rozhodla už nenatáčet čtvrtou řadu seriálu.

## O seriálu
Seriál se soustředí na bratry – dvojčata Bradyho (Mitchel Musso) a Boomera (Doc Shaw), kterým je 16 let. K nim do školy přijde člověk, který jim řekne že se mají stát králi. Společně pak žijí na ostrově a zažívají spoustu dobrodružství, když prohledávají různé malé ostrůvky v Polynésii.

## Obsazení

### Hlavní role
| Mitchel Musso | Král Brady, král Kinkow                    |
| Doc Shaw      | Král Boomer, král Kinkow                   |
| Adam Hicks    | Král Boz, král Kinkow/Mindu                |
| Kelsey Chow   | Mikayla Makoola                            |
| Ryan Ochoa    | Král/princ Lanny, král Lanady/princ Kinkow |
| Geno Segers   | Mason Makoola                              |

### Vedlejší role
| Vincent Pastore (hlas) | Yamakoshi               |
| James Hong             | Šaman                   |
| Brittany Ross          | Candace                 |
| Martin Klebba          | Hibachi                 |
| Logan Browning         | Rebecca „Úžasná“ Dawson |
| Doug Brochu            | Oogie                   |

### Hostující role
- Leslie-Anne Huff: Aerosol – Zlá mořská panna s oranžovým ocasem, která je zároveň vůdcem mořských panen. Chce svrhnout krále a zmocnit se hradu. V díle "Mořské panny" se jí to skoro podařilo, když ji králové dali nohy a ona je zradila, ale její plán byl zmařen, když ji polili mořskou vodou, čímž se jí a jejím kamarádkám: Amazonii (modrá mořská panna), Imaně (růžová mořská panna), Amoniace (zlatá mořská panna) a Anomatopoeii (žlutá mořská panna) vrátila ploutev.
- Madison Riley : Amazonia – Vysoká, neznalá mořská panna s modrým ocasem, kterou těší všechno, co má do činění s nohama. V díle "Mořské panny" se zamilovala do Lannyho.
- The Great Khali: Atog the Giant – Sedmi-nohý člověk, který bojoval s krále Boomerem a Bradym.
- Karan Brar: Tito – Zlý dvanáctiletý chlapec z Mindu, který chtěl po Bozovi zaplatit za potopení Mindu.
- Davis Cleveland: Chauncy – Vůdce školní skupiny a Boomerův kamarád.
- Walter Emanuel Jones: Tough Poet – Ostrovan, který napsal několik básní o jeho matce a o hostiteli Poetry Slamovi.
- John Tartaglia: Papoušek (hlas) – Mluvící papoušek, který uráží krále.
- Doc Shaw: Lucas – Pirát a bývalý přítel Mikayly.
- Jennifer Stone: Priscilla – Ona je láska Oogieho a špinavé víly.
- Dwight Howard: Hlavní šéfkuchař – Šéfkuchař králů, který skončil potom co po něm králové chtěli steakový dort. Dostal svou práci zpátky, potom co přemohl gigantického obra, ale rozhodl se opustit ostrov Kinkow, aby mohl hrát profesionálně basketbal, poté řekl Boomer "Kdo si myslí, že je, Dwight Howard?"
- Tichina Arnold: Teta Nancy – Králů mateřská teta.
- John Eric Bentley: Strýc Bill – Králů mateřský strýc.

### Kmeny a bytosti
- The Miz: Damone – Člověk či tvor, který pohlcuje sílu a důvěru každému, který s ním přijde do fyzického kontaktu.
- Ben Geroux: Poopalay – Chlupaté stvoření, kterého se ujmou králové Brady a Boomer. Všechno se zdá dobré, než se ho začnou zanedbávat a stvoření se změní na velkou šelmu, která krále unese. Boomer ho také používá jako míč.
- Špinavé víly
- Flaji
- Squonks – Sdružení miniaturních trollů, kteří žijí pod povrchem ostrova Kinkow. Mají na starost kontrolu Kinkowské Mukaratské populace.
- Tarantule – Pokolení lidí, kteří jsou opakující se protivníky seriálu. Bydlí na temné straně Kinkow a často napadají krále, kteří často skončí v jejich pasti a skončí ve vězení.

## Ostrov Kinkow
Kinkow je fiktivní ostrov v oblasti Tichého oceánu. Kinkow má světlou a temnou stranu ostrova. Na ostrově žije mnoho smyšlených bytostí. Známé lokality na ostrově Kinkow:
- Královský palác
- Vesnice
- Squonkské jeskyně – seskupení jeskyní, ve kterých žijí Squonkové.
- Ledová jeskyně
- Lightning Grove – oblast na odvrácené straně ostrova, kde jsou v půlnoci bouřky.
- Hora Chrchel – ostrovní sopka.
- Lanada – ostrůvek na hlavní řece ostrova Kinkow, který králové dali Lannymu.
- Královský vrch – Zasněžená hora, kde žijí Yetiové.

## Přehled dílů
| Řada | Díly | Premiéra v USA                         | Premiéra v USA | Premiéra v ČR   | Premiéra v ČR   |
| Řada | Díly | První díl                              | Poslední díl   | První díl       | Poslední díl    |
| ---- | ---- | -------------------------------------- | -------------- | --------------- | --------------- |
| 1    | 21   | 10. září 2010 (DC) 22. září 2010 (DXD) | 2. května 2011 | 31. března 2012 | 3. března 2013  |
| 2    | 26   | 13. června 2011                        | 16. dubna 2012 | 18. května 2013 | 14. června 2015 |
| 3    | 22   | 18. června 2012                        | 18. února 2013 | 1. září 2015    | 1. října 2016   |

## Výroba

### Casting
Mitchel Musso a Doc Shaw byli obsazeni jako dvě hlavní mužské role - králové ostrova Kinkow. Po druhé řadě Mitchell Musso opustil seriál, a byl nahrazen Adamem Hicksem, který hraje ztraceného bratra králů, Boze. Po premiéře třetí řady 18. června 2012 v USA neproběhla žádná zmínka o králi Bradym (Mitchell Musso), a také byl zcela odstraněn ze stránky seriálu.

### Lokace
Třetí řada se začala natáčet v novém studiu - Sunset Gower Studios.

## Přijetí
Seriál dostal smíšené recenze.